# I Need You (3T)
I Need You is een nummer van de Amerikaanse boyband 3T uit 1996, met achtergrondvocalen van hun oom Michael Jackson. Het is de vijfde single van Brotherhood, het debuutalbum van 3T.
Het door Eric Carmen geschreven nummer werd in 1977 al uitgebracht door Frankie Valli. Zijn versie behaalde echter nergens successen. De versie van 3T uit 1996 werd niet in Amerika uitgebracht, maar wel in Europa, waar het een (grote) hit werd. In de Nederlandse Top 40 werd de 5e positie gehaald, en in de Vlaamse Ultratop 50 de 9e.